# Graniasta Przełęcz
Graniasta Przełęcz (słow. Vyšné Rovienkové sedlo, niem. Obere Rovinkischarte, węg. Felső-Rovinki-horhos) – przełęcz w głównej grani Tatr położona na wysokości 2235 m n.p.m., pomiędzy Graniastą Turnią (Hranatá veža, 2261 m) a Rówienkową Turnią (Rovienková veža, 2272 m). Po północno-zachodniej stronie przełęczy znajduje się dolina Rówienki (Rovienky), a po południowo-wschodniej – Dolina Staroleśna (Veľká Studená dolina).
W grani pomiędzy Graniastą Przełęczą a Rówienkową Turnią znajduje się jeszcze jedna przełęcz – Rówienkowa Szczerbina (ok. 2240 m), od Graniastej Przełęczy oddzielona niemal poziomym fragmentem grani, w którym położony jest Rówienkowy Ząb.
Na przełęcz nie wyprowadza żaden szlak turystyczny. Przejście przez Graniastą Przełęcz nie jest dogodnym połączeniem dolin leżących po obu jej stronach, ponieważ do Doliny Staroleśnej opada z niej urwisko. Drogi prowadzące przez Graniastą Przełęcz i Rówienkową Szczerbinę można dowolnie ze sobą kombinować ze względu na łatwą drogę pomiędzy nimi.
Pierwsze znane wejścia:
- latem – Kazimierz Bizański, Janusz Chmielowski, Adam Kroebl i Władysław Paprocki, 7 sierpnia 1902 r.,
- zimą – Arno Puškáš i towarzysze, 3 marca 1955 r.